# Eclimus halli
Eclimus halli är en tvåvingeart som först beskrevs av Hull 1965.  Eclimus halli ingår i släktet Eclimus och familjen svävflugor. Inga underarter finns listade i Catalogue of Life.